# Åbo kasern

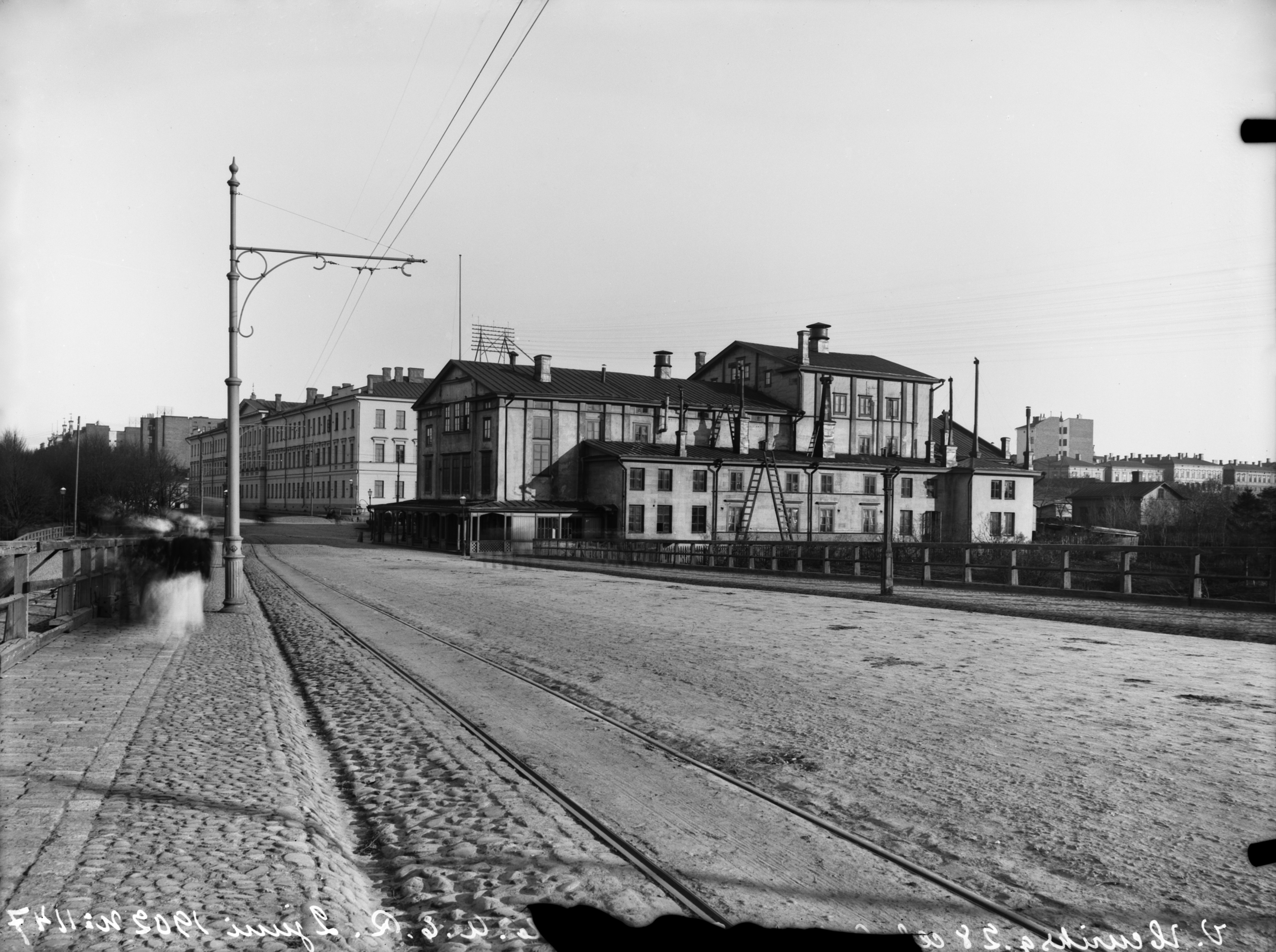
Mannerheimvägen, dåvarande Västra Henriksgatan, med Arkadiateatern i förgrunden och Åbo kasern i bakgrunden, 1909

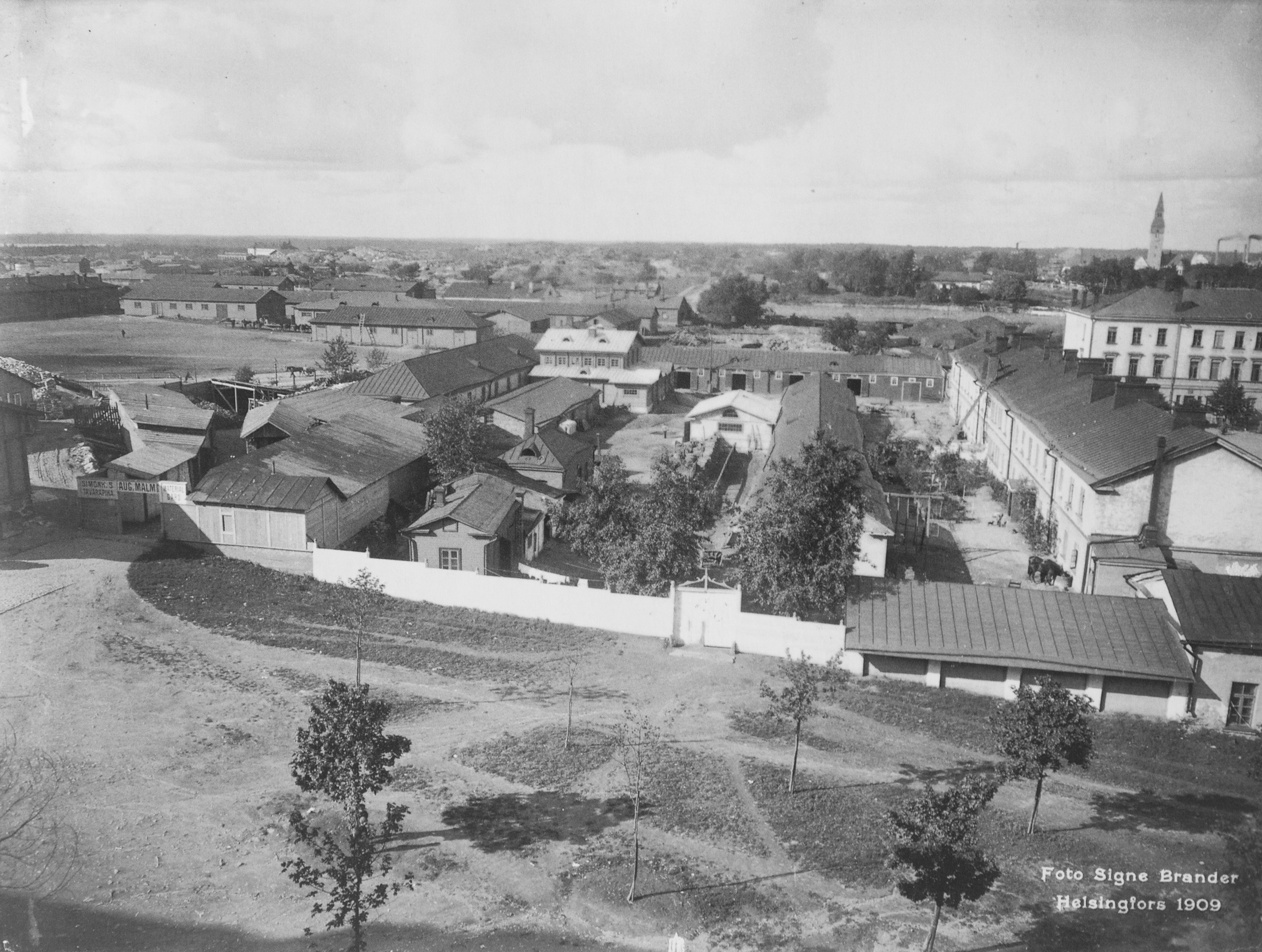
Åbo kaserns ekonomibyggnad till höger, sedd från sydväst över Simonsgatan, 1909. I bakgrunden tornet till Nationalmuseum Foto: Signe Brander

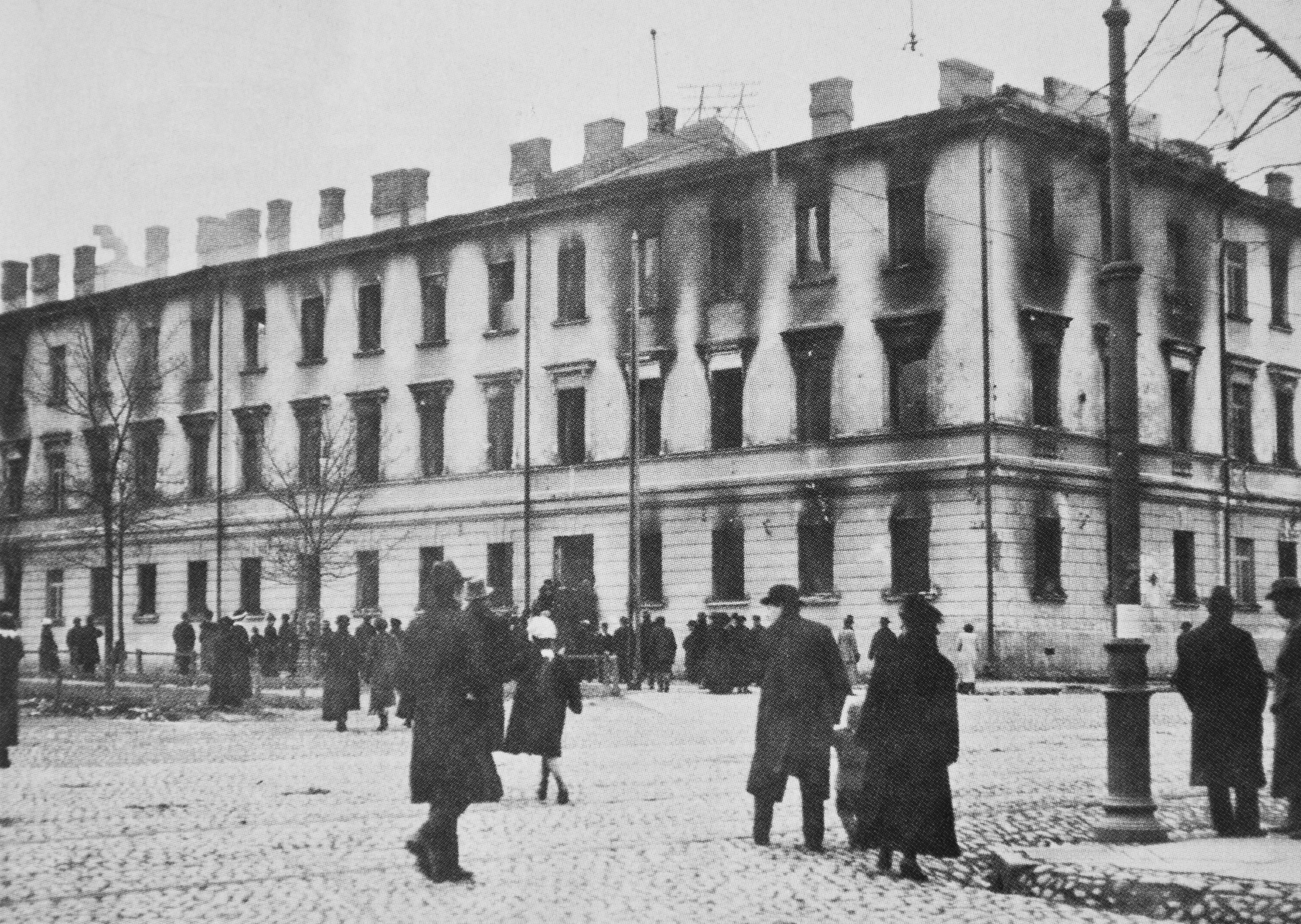
Åbo kasern efter intagandet av Helsingfors, januari 1918

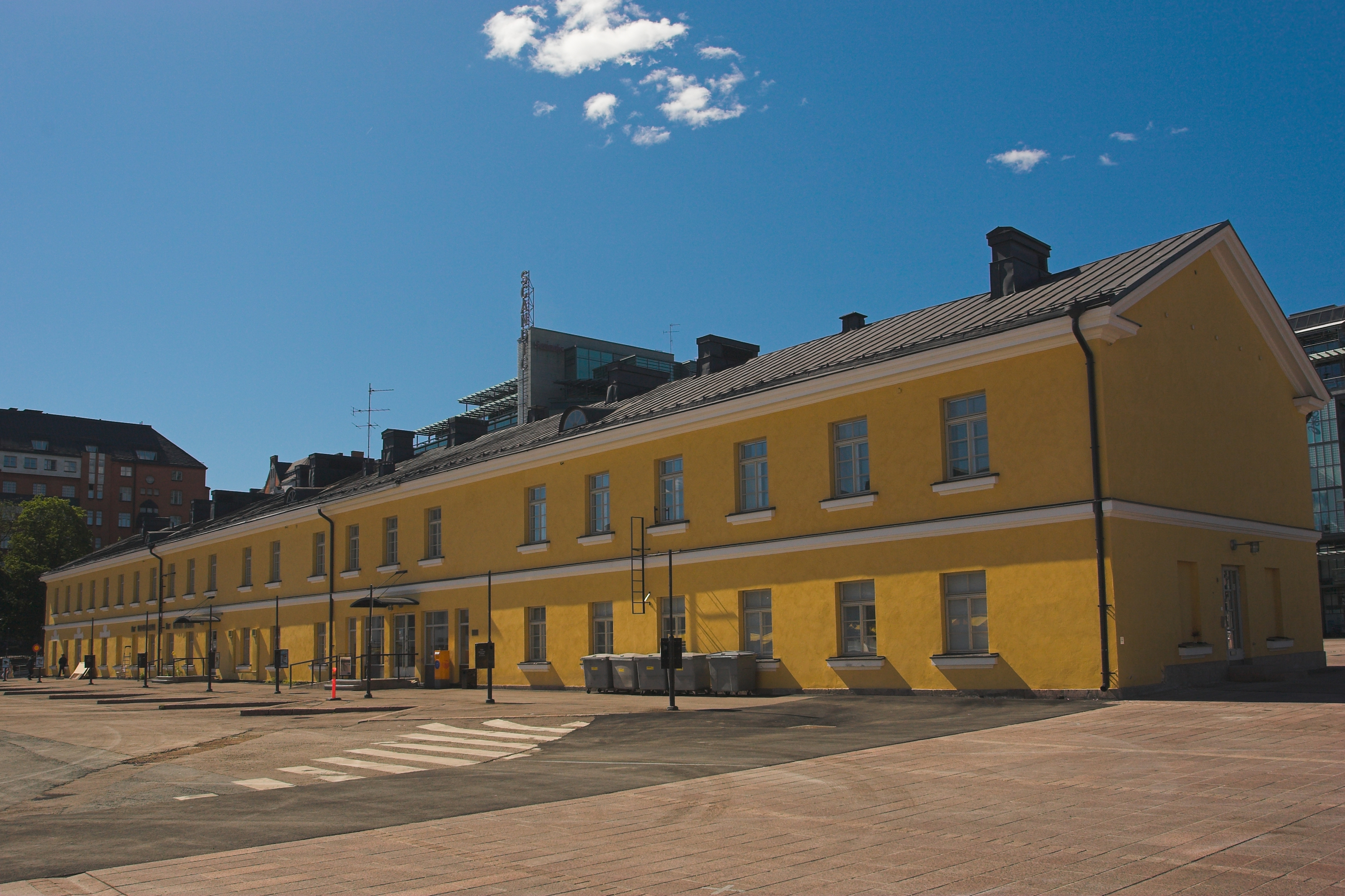
Åbo kaserns köks- och matsalsbyggnad, 2006. I byggnaden öppnar 2023 Kulturkasernen.

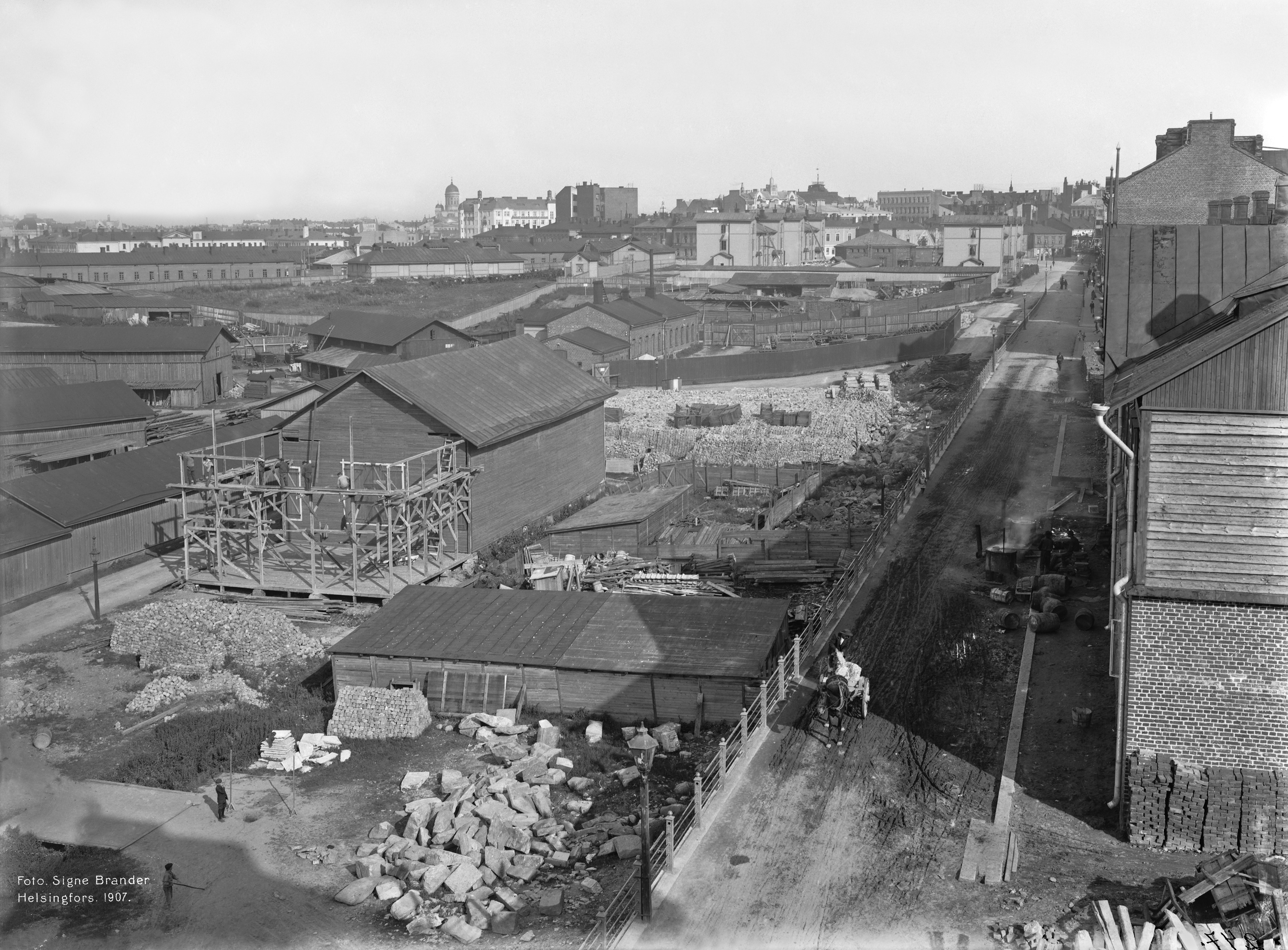
Nordvästra delen on kasernområdet, mot Malmgatan, 1907

Åbo kasern låg i Helsingfors på Kampen, vid Henriksgatan (nuvarande Mannerheimvägen) Det var en stor kasernbyggnad från 1833 för den ryska militären.
Området Kampen användes redan under svenska tiden som militärens läger- och övningsområde, känt som Campementsplatsen. Senare användes området av Finska gardet tills området användes av den ryska Helsingforsstationerade militären.

## Uppförande
Åbo kasern byggdes 1830–1833 på platsen för nuvarande Glaspalatset. Området låg i utkanten av det egentliga stadsområdet, nära Esbo tull, där landsvägen till Åbo började. Tidigare hade militärförband stationerade i Helsingfors huvudsakligen funnits i Sjökasernen på  Skatudden. När Åbo kasern stod klar, övertog flottan Sjökasernen. 
Originalritningarna gjordes av Carl Ludvig Engel. Kasernen byggdes på uppdrag av Nikolai Sinebrychoff.  En antal sidobyggnader byggdes efter hand på västra och sydvästra sidorna av kasernens huvudbyggnad, mellan vilka också en kaserngård anlades på nuvarande torgets plats.

## Förstörelse och vidare användning
Under finska inbördeskriget brann Åbo kasern ned och förstördes nästan helt.. Den återuppbyggdes inte, utan revs följande år, även om en del av rester fanns kvar fram till 1930-talet. 
De återstående sidobyggnaderna till kasernen användes av finska försvarsmakten på 1920-talet och inrymde bland annat Nylands dragonregemente, kommandokompaniet och fältartilleriregemente 1.  Senare revs nästan alla byggnader, till exempel på 1950-talet tegelbyggnader längs Fredriksgatan. Det som återstår är matsalsbyggnaden. Den var busstation från 1935 fram till 2005, då Kampens centrum stod klart. På 1930-talet användes kasernens kaserngård som Idrottsplats och ishall 
Staten överlämnade Åbo kaserntomt till Helsingfors stad 1934. Året därpå uppfördes Glaspalatset, som ursprungligen var tänkt som en tillfällig byggnad.